# 白点富天竺鲷
白点富天竺鲷（学名：Foa abocellata）为天竺鲷科小天竺鲷属的鱼类，俗名白点小天竺鲷。分布于红海、帕劳、琉球、台湾岛等。该物种的模式产地在红海。